# Ixamatus lornensis
Espèce
Ixamatus lornensis est une espèce d'araignées mygalomorphes de la famille des Microstigmatidae.

## Distribution
Cette espèce est endémique de Nouvelle-Galles du Sud en Australie. Elle se rencontre dans la forêt d'État de Lorne.

## Description
Le mâle holotype mesure 11,88 mm, la carapace du mâle holotype mesure 5,69 mm de long sur 4,63 mm et l'abdomen 5,00 mm de long sur 2,88 mm.

## Étymologie
Son nom d'espèce, composé de lorn[e] et du suffixe latin -ensis, « qui vit dans, qui habite », lui a été donné en référence au lieu de sa découverte, la forêt d'État de Lorne.

## Publication originale
- Raven, 1985 : Two new species of Ixamatus Simon from eastern Australia (Nemesiidae, Mygalomorphae, Araneae). Journal of Arachnology, vol. 13, no 3, p. 285-290 (texte intégral).